# Myrianthus arboreus
Espèce
Myrianthus arboreus, encore appelé arbre à pain indigène, est une espèce de plantes à fleurs de genre Myrianthus et de la famille des Cecropiaceae ou Urticaceae selon la classification phylogénétique. C'est un arbre dioïque. Cet arbre fruitier pousse dans la zone forestière d'Afrique tropicale. Au Cameroun, la plante est appelée Kogom par les Bassa et Angokong par les Bulu. Il est aussi appelé Ngata au Congo.

## Description
D'une hauteur allant jusqu'à 15 mètres avec des branches qui s'étalent comme une couronne à partir d'une courte tige, Myrianthus arboreus est un arbre fruitier commun dans la zone forestière d’Afrique de l’Ouest et centrale. On le retrouve en Angola, au Bénin, au Cameroun, au Congo, en Côte d'Ivoire, au Gabon, au Ghana, en Guinée, en Guinée équatoriale, au Liberia, au Nigeria, en République centrafricaine, en République démocratique du Congo, en Sierra Leone, en Tanzanie et en Ouganda. L'arbre a un tronc court qui porte de larges feuilles dentées sur ses branches étalées. Les jeunes feuilles sont rouges. Les fruits ressemblent à des drupes dont le périanthe qui contient une graine est charnu et jaune. Myrianthus arboreus se trouve dans les forêts surtout sur les sols humides ou marécageuses. Il pousse du niveau de la mer jusqu'à une altitude de 1200 m. Sa reproduction se fait par semis direct. Les primates tels que le pain à cacheter, le singe de Brazza ou le galago d'Allen favorisent la dissémination de ses graines.

## Utilité
Grâce à ses associations mycorhiziennes, Myrianthus arboreus a une bonne capacité de fixation d'azote dans le sol. De même, la litière de ses feuilles améliore la fertilité des sols.
La pulpe sucrée qui entoure ses graines de même que ses jeunes feuilles sont comestibles. Dans la phytothérapie en Afrique, Myrianthus arboreus est utilisé pour le traitement de la dysenterie, de la diarrhée, du mal des yeux, de l'anémie, du paludisme, du mal d'estomac, du mal des dents, comme anti-poison et même pour améliorer la qualité du lait maternel. Ses graines sont utilisées pour traiter les furoncles. Les infusions d'écorces sont administrées dans les traitements de diabète. D'autres utilisations médicinales sont notamment le traitement des maux de tête, des gonflements et des tumeurs. Il serait aussi utilisé dans la fabrication des savons.